# Złota (powiat sandomierski)
Złota – wieś w Polsce położona w województwie świętokrzyskim, w powiecie sandomierskim, w gminie Samborzec.
| SIMC    | Nazwa        | Rodzaj     |
| ------- | ------------ | ---------- |
| 0807270 | Górki        | kolonia    |
| 0807286 | Scholasteria | przysiółek |

Od nazwy wsi pochodzi nazwa kultury złockiej datowanej na schyłek IV tysiąclecia p.n.e..
Znacznie później była wsią biskupstwa krakowskiego w województwie sandomierskim w ostatniej ćwierci XVI wieku. W latach 1975–1998 miejscowość należała administracyjnie do województwa tarnobrzeskiego.
Miejscowość znajduje się na odnowionej trasie Małopolskiej Drogi św. Jakuba z Sandomierza do Tyńca, która to jest odzwierciedleniem dawnej średniowiecznej drogi do Santiago de Compostela.
We wsi znajduje się jednostka Ochotniczej Straży Pożarnej.
Dyrektorką szkoły podstawowej w Złotej była Alicja Bracławska-Rewera, posłanka na Sejm PRL.

## Węzeł komunikacyjny
Przez miejscowość przebiega droga krajowa nr 79 z Krakowa do Sandomierza.

## Dawne części wsi – obiekty fizjograficzne
W latach 70. XX wieku przyporządkowano i opracowano spis lokalnych części integralnych dla Złotej zawarty w tabeli 1.

| Nazwa wsi – miasta       | Nazwy części wsi – miasta                                                                                               | Nazwy obiektów fizjograficznych – charakter obiektu |
| ------------------------ | --- | --- |
| I. Gromada ANDRUSZKOWICE | | |
| 1. Złota                 | 1. Gęsia Ulica 2. Górki 3. Kolonie pod Malicami 4. Kolonie pod Samborcem 5. Pod Zawierzbiem 6. Scholasteria 7. Zabełcze | 1. Dąbie – pole 2. Grodzisko – pole 3. Koprzywianka – rzeczka 4. Kwaczała – pole 5. Na Dołach – pole 6. Pod Polanowem – pole 7. Pod Wałem – pole 8. Pod Zawierzbiem – pole 9. Pode Dworem – pole 10. Rędzina – pole 11. Scholasteria – pole 12. Zabełcze – pole |